# Uriu
Uriu (en hongrois : Felőr) est une commune du județ de Bistrița-Năsăud en Transylvanie (Roumanie).